# Black Jesus † Amen Fashion
"Black Jesus † Amen Fashion" là một ca khúc của nữ nghệ sĩ thu âm người Mỹ Lady Gaga trích từ bản đặc biệt album phòng thu thứ hai của cô, Born This Way (2011). Cùng với sự phát hành của album, "Black Jesus † Amen Fashion" ra mắt tại vị trí thứ 172 trên bảng xếp hạng UK Singles Chart vào 4 tháng 7 năm 2011, và vị trí thứ 22 trên Spanish Singles Chart vào 9 tháng 9 năm 2011. Theo Gaga, lời của ca khúc nói về những suy nghĩ mới mẻ của cô khi cô chuyển đến sống tại trung tâm của New York khi cô chỉ mới tròn 19 tuổi.

## Bối cảnh và thu âm
"Black Jesus † Amen Fashion" được đồng sáng tác và đồng sản xuất bởi Lady Gaga và DJ White Shadow. Gaga giải thích các ý nghĩa đằng sau lời bài hát, cô nói rằng nó là "đại diện của một phong cách sống hoàn toàn mới", mà là dựa trên những sự việc mà cô chứng kiến khi sống tại New York City. Cô nói tiếp, rằng "Tất cả là về một cách suy nghĩ mới mẻ, dễ dàng y như khi mặc lên người một bộ quần áo thôi".

## Thực hiện
"Black Jesus † Amen Fashion" được viết và sản xuất bởi DJ White Shadow và Lady Gaga.

## Danh sách ca khúc
Born This Way: Bản Đặc biệt
- "Black Jesus † Amen Fashion" – 3:36

Born This Way: The Remix
- "Black Jesus † Amen Fashion" (Michael Woods Remix) - 4:03 [3]

## Xếp hạng
Cùng với sự phát hành của album, "Black Jesus † Amen Fashion" ra mắt tại vị trí thứ 172 trên bảng xếp hạng UK Singles Chart vào 4 tháng 7 năm 2011. Vào 9 tháng 9 năm 2011, ca khúc đạt vị trí thứ 22 trên Spanish Singles Chart.
| Bảng xếp hạng (2011)                                | Vị trí cao nhất |
| --------------------------------------------------- | --------------- |
| Tây Ban Nha (PROMUSICAE)                            | 22              |
| Nam Triều Tiên South Korea Gaon International Chart | 121             |
| Anh UK Singles Chart (Official Charts Company)      | 172             |